# D’Iberville (stacja metra)
D’Iberville – stacja metra w Montrealu, na linii niebieskiej. Obsługiwana przez Société de transport de Montréal (STM). Znajduje się pod Rue Jean Talon.